# Marmelada
Marmelada je sadni pripravek z veliko sladkorja. Naredimo jo lahko skoraj iz vsakega sadja. Največkrat za pripravo izbiramo med marelicami, slivami, višnjami ali ribezom. Obstaja pa tudi kombinacija več vrst sadja. Primerna je za mazanje na kruh v kombinaciji z margarino ali maslom. Uporabljamo jo tudi kot namaz za palačinke.